# Selección de fútbol de Lituania
La selección de fútbol de Lituania (en lituano: Lietuvos vyrų futbolo rinktinė) es el equipo representativo del país en las competiciones oficiales. Su organización está a cargo de la Federación Lituana de Fútbol, perteneciente a la UEFA.

## Historia
El seleccionado de Lituania nació en 1923, luego de la independencia de este país al fin de la Primera Guerra Mundial. Sin embargo, en 1940, Lituania fue invadida y anexada por la Unión de Repúblicas Socialistas Soviéticas. Posterior a ese año, los jugadores de origen lituano jugaban en la Unión Soviética. Solo en 1990, tras el quiebre de esta y la independencia de los países miembros de esta, la selección volvió a jugar.
Durante las eliminatorias para el Mundial de Francia 1998, ellos consiguieron el tercer puesto en su grupo, quedando a tan solo 2 puntos de jugar la repesca. Esta es su mejor eliminatoria mundialista.
De sus pocos partidos notables, destaca un empate a cero ante Argentina el 26 de junio de 1999 en Buenos Aires como preparación para las clasificatorias para la Eurocopa 2000, donde después de aquel amistoso, la selección lituana cayó sorpresivamente 0-4 ante República Checa de local y por 0-3 ante Escocia en Glasgow. Después de ese amistoso solo le pudo ganar a la Selección de las Islas Feroe por uno a cero.
La selección ha ganado en diez ocasiones la Copa Báltica, competición entre los países bálticos.
En la Copa del Mundo de 2006 terminó quinto en su grupo de clasificación.

## Últimos partidos y próximos encuentros
Actualizado al último partido jugado el 7 de junio de 2025
| Fecha      | Ciudad   | Local     | Resultado      | Visitante    | Competición                     |
| ---------- | -------- | --------- | -------------- | ------------ | ------------------------------- |
| 11-06-2024 | Kaunas   | Lituania  | 1:1 (3:4 pen.) | Estonia      | Copa Báltica 2024               |
| 06-09-2024 | Kaunas   | Lituania  | 0:1 (0:1)      | Chipre       | Liga de Naciones UEFA 24/25     |
| 09-09-2024 | Bucarest | Rumania   | 3:1 (1:1)      | Lituania     | Liga de Naciones UEFA 24/25     |
| 12-10-2024 | Kaunas   | Lituania  | 1:2 (0:1)      | Kosovo       | Liga de Naciones UEFA 24/25     |
| 15-10-2024 | Kaunas   | Lituania  | 1:2 (1:1)      | Rumania      | Liga de Naciones UEFA 24/25     |
| 15-11-2024 | Lárnaca  | Chipre    | 2:1 (1:0)      | Lituania     | Liga de Naciones UEFA 24/25     |
| 18-11-2024 | Pristina | Kosovo    | 1:0 (1:0)      | Lituania     | Liga de Naciones UEFA 24/25     |
| 21-03-2025 | Varsovia | Polonia   | 1:0 (0:0)      | Lituania     | Clasificación Copa Mundial 2026 |
| 24-03-2025 | Kaunas   | Lituania  | 2:2 (1:2)      | Finlandia    | Clasificación Copa Mundial 2026 |
| 07-06-2025 | Ta' Qali | Malta     | 0:0            | Lituania     | Clasificación Copa Mundial 2026 |
| 10-06-2025 | Odense   | Dinamarca | -:-            | Lituania     | Partido amistoso                |
| 04-09-2025 | Kaunas   | Lituania  | -:-            | Malta        | Clasificación Copa Mundial 2026 |
| 07-09-2025 | Kaunas   | Lituania  | -:-            | Países Bajos | Clasificación Copa Mundial 2026 |

## Estadísticas

### Copa Mundial de Fútbol
| Copa Mundial de Fútbol | Copa Mundial de Fútbol      | Copa Mundial de Fútbol      | Copa Mundial de Fútbol      | Copa Mundial de Fútbol      | Copa Mundial de Fútbol      | Copa Mundial de Fútbol      | Copa Mundial de Fútbol      |
| Año                    | Ronda                       | J                           | G                           | E                           | P                           | GF                          | GC                          |
| ---------------------- | --------------------------- | --------------------------- | --------------------------- | --------------------------- | --------------------------- | --------------------------- | --------------------------- |
| 1930                   | No participó                | No participó                | No participó                | No participó                | No participó                | No participó                | No participó                |
| 1934                   | No clasificó                | No clasificó                | No clasificó                | No clasificó                | No clasificó                | No clasificó                | No clasificó                |
| 1938                   | No clasificó                | No clasificó                | No clasificó                | No clasificó                | No clasificó                | No clasificó                | No clasificó                |
| 1950                   | Parte de la Unión Soviética | Parte de la Unión Soviética | Parte de la Unión Soviética | Parte de la Unión Soviética | Parte de la Unión Soviética | Parte de la Unión Soviética | Parte de la Unión Soviética |
| 1954                   | Parte de la Unión Soviética | Parte de la Unión Soviética | Parte de la Unión Soviética | Parte de la Unión Soviética | Parte de la Unión Soviética | Parte de la Unión Soviética | Parte de la Unión Soviética |
| 1958                   | Parte de la Unión Soviética | Parte de la Unión Soviética | Parte de la Unión Soviética | Parte de la Unión Soviética | Parte de la Unión Soviética | Parte de la Unión Soviética | Parte de la Unión Soviética |
| 1962                   | Parte de la Unión Soviética | Parte de la Unión Soviética | Parte de la Unión Soviética | Parte de la Unión Soviética | Parte de la Unión Soviética | Parte de la Unión Soviética | Parte de la Unión Soviética |
| 1966                   | Parte de la Unión Soviética | Parte de la Unión Soviética | Parte de la Unión Soviética | Parte de la Unión Soviética | Parte de la Unión Soviética | Parte de la Unión Soviética | Parte de la Unión Soviética |
| 1970                   | Parte de la Unión Soviética | Parte de la Unión Soviética | Parte de la Unión Soviética | Parte de la Unión Soviética | Parte de la Unión Soviética | Parte de la Unión Soviética | Parte de la Unión Soviética |
| 1974                   | Parte de la Unión Soviética | Parte de la Unión Soviética | Parte de la Unión Soviética | Parte de la Unión Soviética | Parte de la Unión Soviética | Parte de la Unión Soviética | Parte de la Unión Soviética |
| 1978                   | Parte de la Unión Soviética | Parte de la Unión Soviética | Parte de la Unión Soviética | Parte de la Unión Soviética | Parte de la Unión Soviética | Parte de la Unión Soviética | Parte de la Unión Soviética |
| 1982                   | Parte de la Unión Soviética | Parte de la Unión Soviética | Parte de la Unión Soviética | Parte de la Unión Soviética | Parte de la Unión Soviética | Parte de la Unión Soviética | Parte de la Unión Soviética |
| 1986                   | Parte de la Unión Soviética | Parte de la Unión Soviética | Parte de la Unión Soviética | Parte de la Unión Soviética | Parte de la Unión Soviética | Parte de la Unión Soviética | Parte de la Unión Soviética |
| 1990                   | Parte de la Unión Soviética | Parte de la Unión Soviética | Parte de la Unión Soviética | Parte de la Unión Soviética | Parte de la Unión Soviética | Parte de la Unión Soviética | Parte de la Unión Soviética |
| 1994                   | No clasificó                | No clasificó                | No clasificó                | No clasificó                | No clasificó                | No clasificó                | No clasificó                |
| 1998                   | No clasificó                | No clasificó                | No clasificó                | No clasificó                | No clasificó                | No clasificó                | No clasificó                |
| 2002                   | No clasificó                | No clasificó                | No clasificó                | No clasificó                | No clasificó                | No clasificó                | No clasificó                |
| 2006                   | No clasificó                | No clasificó                | No clasificó                | No clasificó                | No clasificó                | No clasificó                | No clasificó                |
| 2010                   | No clasificó                | No clasificó                | No clasificó                | No clasificó                | No clasificó                | No clasificó                | No clasificó                |
| 2014                   | No clasificó                | No clasificó                | No clasificó                | No clasificó                | No clasificó                | No clasificó                | No clasificó                |
| 2018                   | No clasificó                | No clasificó                | No clasificó                | No clasificó                | No clasificó                | No clasificó                | No clasificó                |
| 2022                   | No clasificó                | No clasificó                | No clasificó                | No clasificó                | No clasificó                | No clasificó                | No clasificó                |
| 2026                   | Por disputarse              | Por disputarse              | Por disputarse              | Por disputarse              | Por disputarse              | Por disputarse              | Por disputarse              |
| Total                  | 0/22                        | -                           | -                           | -                           | -                           | -                           | -                           |

### Eurocopa
| Eurocopa    | Eurocopa                    | Eurocopa                    | Eurocopa                    | Eurocopa                    | Eurocopa                    | Eurocopa                    | Eurocopa                    |
| Año         | Ronda                       | J                           | G                           | E                           | P                           | GF                          | GC                          |
| ----------- | --------------------------- | --------------------------- | --------------------------- | --------------------------- | --------------------------- | --------------------------- | --------------------------- |
| 1960 - 1988 | Parte de la Unión Soviética | Parte de la Unión Soviética | Parte de la Unión Soviética | Parte de la Unión Soviética | Parte de la Unión Soviética | Parte de la Unión Soviética | Parte de la Unión Soviética |
| 1992        | No clasificó                | No clasificó                | No clasificó                | No clasificó                | No clasificó                | No clasificó                | No clasificó                |
| 1996        | No clasificó                | No clasificó                | No clasificó                | No clasificó                | No clasificó                | No clasificó                | No clasificó                |
| 2000        | No clasificó                | No clasificó                | No clasificó                | No clasificó                | No clasificó                | No clasificó                | No clasificó                |
| 2004        | No clasificó                | No clasificó                | No clasificó                | No clasificó                | No clasificó                | No clasificó                | No clasificó                |
| 2008        | No clasificó                | No clasificó                | No clasificó                | No clasificó                | No clasificó                | No clasificó                | No clasificó                |
| 2012        | No clasificó                | No clasificó                | No clasificó                | No clasificó                | No clasificó                | No clasificó                | No clasificó                |
| 2016        | No clasificó                | No clasificó                | No clasificó                | No clasificó                | No clasificó                | No clasificó                | No clasificó                |
| 2020        | No clasificó                | No clasificó                | No clasificó                | No clasificó                | No clasificó                | No clasificó                | No clasificó                |
| 2024        | No clasificó                | No clasificó                | No clasificó                | No clasificó                | No clasificó                | No clasificó                | No clasificó                |
| Total       | 0/17                        | -                           | -                           | -                           | -                           | -                           | -                           |

### Liga de Naciones de la UEFA
| Liga de Naciones de la UEFA | Liga de Naciones de la UEFA | Liga de Naciones de la UEFA | Liga de Naciones de la UEFA | Liga de Naciones de la UEFA | Liga de Naciones de la UEFA | Liga de Naciones de la UEFA | Liga de Naciones de la UEFA | Liga de Naciones de la UEFA | Liga de Naciones de la UEFA |
| Año                         | L                           | G                           | Ronda                       | J                           | G                           | E                           | P                           | GF                          | GC                          |
| --------------------------- | --------------------------- | --------------------------- | --------------------------- | --------------------------- | --------------------------- | --------------------------- | --------------------------- | --------------------------- | --------------------------- |
| 2018-19                     | C                           | 4                           | Cuarto lugar                | 6                           | 0                           | 0                           | 6                           | 3                           | 16                          |
| 2020-21                     | C                           | 4                           | Tercer lugar                | 6                           | 2                           | 2                           | 2                           | 5                           | 7                           |
| 2022-23                     | C                           | 1                           | Cuarto lugar                | 6                           | 0                           | 1                           | 5                           | 2                           | 14                          |
| Total                       | Total                       | Total                       | 3/3                         | 18                          | 2                           | 3                           | 13                          | 10                          | 37                          |

### Juegos Olímpicos
| Juegos Olímpicos                                                                                         | Juegos Olímpicos              | Juegos Olímpicos              | Juegos Olímpicos              | Juegos Olímpicos              | Juegos Olímpicos              | Juegos Olímpicos              | Juegos Olímpicos              |
| Año | Ronda                         | J                             | G                             | E                             | P                             | GF                            | GC                            |
| --- | ----------------------------- | ----------------------------- | ----------------------------- | ----------------------------- | ----------------------------- | ----------------------------- | ----------------------------- |
| 1908 | No existía la selección       | No existía la selección       | No existía la selección       | No existía la selección       | No existía la selección       | No existía la selección       | No existía la selección       |
| 1912 | No existía la selección       | No existía la selección       | No existía la selección       | No existía la selección       | No existía la selección       | No existía la selección       | No existía la selección       |
| 1920 | No existía la selección       | No existía la selección       | No existía la selección       | No existía la selección       | No existía la selección       | No existía la selección       | No existía la selección       |
| 1924 | Primera ronda                 | 1                             | 0                             | 0                             | 1                             | 0                             | 9                             |
| 1928 | No participó                  | No participó                  | No participó                  | No participó                  | No participó                  | No participó                  | No participó                  |
| 1932 | No hubo competición de fútbol | No hubo competición de fútbol | No hubo competición de fútbol | No hubo competición de fútbol | No hubo competición de fútbol | No hubo competición de fútbol | No hubo competición de fútbol |
| 1936 | No participó                  | No participó                  | No participó                  | No participó                  | No participó                  | No participó                  | No participó                  |
| 1948 | No participó                  | No participó                  | No participó                  | No participó                  | No participó                  | No participó                  | No participó                  |
| Desde 1952 los Juegos Olímpicos los disputan selecciones amateurs, y a partir de 1992 selecciones sub-23 |                               |                               |                               |                               |                               |                               |                               |
| Total | 1/7                           | 1                             | 0                             | 0                             | 1                             | 0                             | 9                             |

## Palmarés
- Copa Báltica: 1° puesto (10) (1930, 1935, 1991, 1992, 1994, 1996, 1997, 1998, 2005 y 2010)

## Jugadores

### Última convocatoria
- Convocatoria para los partidos ante Polonia y Finlandia en marzo de 2025 por la Clasificación de UEFA para la Copa Mundial de Fútbol de 2026.

| No. | Pos. | Jugador               | Fecha de nacimiento (edad)         | Apa. | Goles | Club               |
| --- | ---- | --------------------- | ---------------------------------- | ---- | ----- | ------------------ |
| 1   | POR  | Edvinas Gertmonas     | 1 de junio de 1996 (29 años)       | 16   | 0     | Universitatea Cluj |
| 12  | POR  | Marius Adamonis       | 13 de mayo de 1997 (28 años)       | 1    | 0     | Südtirol           |
| 23  | POR  | Mantas Bertašius      | 3 de mayo de 2000 (25 años)        | 1    | 0     | Banga              |
|     |      |                       |                                    |      |       |                    |
| 2   | DEF  | Artemijus Tutyškinas  | 8 de agosto de 2003 (21 años)      | 13   | 0     | Celje              |
| 3   | DEF  | Edgaras Utkus         | 22 de junio de 2000 (24 años)      | 16   | 0     | Cercle Brugge      |
| 4   | DEF  | Edvinas Girdvainis    | 19 de enero de 1993 (32 años)      | 56   | 1     | Sandhausen         |
| 5   | DEF  | Kipras Kažukolovas    | 20 de noviembre de 2000 (24 años)  | 13   | 0     | Astaná             |
| 13  | DEF  | Justas Lasickas       | 6 de octubre de 1997 (27 años)     | 57   | 2     | Olimpija Ljubljana |
| 17  | DEF  | Pijus Širvys          | 1 de abril de 1998 (27 años)       | 22   | 3     | Maribor            |
| 19  | DEF  | Klaudijus Upstas      | 30 de octubre de 1994 (30 años)    | 7    | 0     | Hegelmann          |
| 21  | DEF  | Dominykas Barauskas   | 18 de abril de 1997 (28 años)      | 11   | 0     | Górnik Łęczna      |
|     |      |                       |                                    |      |       |                    |
| 6   | MED  | Domantas Antanavičius | 19 de noviembre de 1998 (26 años)  | 3    | 0     | Hegelmann          |
| 7   | MED  | Artūr Dolžnikov       | 6 de junio de 2000 (25 años)       | 15   | 1     | Sigma Olomuc       |
| 8   | MED  | Giedrius Matulevičius | 5 de marzo de 1997 (28 años)       | 10   | 1     | FK Žalgiris        |
| 10  | MED  | Fedor Černych         | 21 de mayo de 1991 (34 años)       | 97   | 15    | Kauno Žalgiris     |
| 15  | MED  | Gvidas Gineitis       | 15 de abril de 2004 (21 años)      | 18   | 1     | Torino             |
| 16  | MED  | Matijus Remeikis      | 18 de marzo de 2003 (22 años)      | 3    | 0     | Botev Plovdiv      |
| 18  | MED  | Matas Vareika         | 27 de noviembre de 2000 (24 años)  | 2    | 0     | Pyunik             |
| 20  | MED  | Titas Milašius        | 12 de diciembre de 2000 (24 años)  | 8    | 0     | Pogoń Siedlce      |
| 22  | MED  | Paulius Golubickas    | 19 de agosto de 1999 (25 años)     | 30   | 2     | Radomiak Radom     |
|     |      |                       |                                    |      |       |                    |
| 9   | DEL  | Gytis Paulauskas      | 27 de septiembre de 1999 (25 años) | 21   | 2     | Dinamo Batumi      |
| 11  | DEL  | Armandas Kučys        | 27 de febrero de 2003 (22 años)    | 13   | 4     | Celje              |
| 14  | DEL  | Manfredas Ruzgis      | 5 de enero de 1997 (28 años)       | 1    | 0     | Vora               |

### Más apariciones
Actualizado al 9 de junio de 2021.
| #  | Nombre                | Apariciones | Goles | Periodo      |
| -- | --------------------- | ----------- | ----- | ------------ |
| 1  | Saulius Mikoliūnas    | 96          | 5     | 2004–present |
| 2  | Andrius Skerla        | 84          | 1     | 1996–2011    |
| 3  | Deividas Šemberas     | 82          | 0     | 1996–2013    |
| 4  | Tomas Danilevičius    | 71          | 19    | 1998–2012    |
| 5  | Arvydas Novikovas     | 70          | 12    | 2010–present |
| 6  | Žydrūnas Karčemarskas | 66          | 0     | 2003–2013    |
| 7  | Aurelijus Skarbalius  | 65          | 5     | 1991–2005    |
| 7  | Marius Stankevičius   | 65          | 5     | 2001–2013    |
| 7  | Fedor Černych         | 65          | 9     | 2012–present |
| 10 | Deividas Česnauskis   | 64          | 4     | 2001–2016    |

### Más goles
| # | Nombre                 | Goles | Apariciones | Promedio | Periodo      |
| - | ---------------------- | ----- | ----------- | -------- | ------------ |
| 1 | Tomas Danilevičius     | 19    | 71          | 0.27     | 1998–2012    |
| 2 | Antanas Lingis         | 12    | 33          | 0.36     | 1928–1938    |
| 2 | Arvydas Novikovas      | 12    | 70          | 0.17     | 2010–present |
| 4 | Edgaras Jankauskas     | 10    | 56          | 0.18     | 1991–2008    |
| 5 | Virginijus Baltušnikas | 9     | 42          | 0.21     | 1990–1998    |
| 5 | Fedor Černych          | 9     | 65          | 0.14     | 2012–present |
| 7 | Jaroslavas Citavičius  | 8     | 24          | 0.33     | 1926–1933    |
| 7 | Valdas Ivanauskas      | 8     | 28          | 0.29     | 1992–2000    |
| 7 | Darius Maciulevičius   | 8     | 38          | 0.21     | 1991–2005    |
| 7 | Robertas Poškus        | 8     | 48          | 0.17     | 1999–2011    |

## Entrenadores
La siguiente lista incluye todos los entrenadores que han dirigido a la selección desde su separación de la Unión Soviética:
| Nombre                      | País                | De    | Hasta    | Partidos | Ganados | Empates | Derrotas | Goles |
| --------------------------- | ------------------- | ----- | -------- | -------- | ------- | ------- | -------- | ----- |
| Benjaminas Zelkevičius      | Bandera de Lituania | 1990  | 1991     | 3        | 1       | 2       | 0        | 7:4   |
| Algimantas Liubinskas       | Bandera de Lituania | 1992  | 1994     | 29       | 7       | 8       | 14       | 29:48 |
| Benjaminas Zelkevičius      | Bandera de Lituania | 1995  | 1997     | 29       | 12      | 6       | 11       | 45:41 |
| Kęstutis Latoža             | Bandera de Lituania | 1998  | 1999     | 18       | 5       | 4       | 9        | 15:24 |
| Robertas Tautkus (interino) | Bandera de Lituania | 1999  | 1999     | 1        | 0       | 0       | 1        | 0:3   |
| Stasys Stankus              | Bandera de Lituania | 2000  | 2000     | 8        | 2       | 0       | 6        | 8:18  |
| Julius Kvedaras (interino)  | Bandera de Lituania | 2000  | 2000     | 1        | 0       | 0       | 1        | 1:6   |
| Benjaminas Zelkevičius      | Bandera de Lituania | 2001  | 2003     | 19       | 4       | 3       | 12       | 20:41 |
| Algimantas Liubinskas       | Bandera de Lituania | 2003  | 2008     | 50       | 18      | 6       | 26       | 54:65 |
| José Couceiro               | Bandera de Portugal | 2008  | 2009     | 15       | 6       | 3       | 6        | 17:15 |
| Raimondas Žutautas          | Bandera de Lituania | 2010  | 2011     | 16       | 4       | 3       | 9        | 11:22 |
| Csaba László                | Bandera de Hungría  | 2012  | 2013     | 16       | 2       | 4       | 10       | 12:28 |
| Igoris Pankratjevas         | Bandera de Lituania | 2013  | 2015     | 21       | 5       | 5       | 11       | 14:31 |
| Edgaras Jankauskas          | Bandera de Lituania | 2016  | 2018     | 11       | 2       | 3       | 6        | 8:18  |
| Valdas Urbonas              | Bandera de Lituania | 2019  | 2021     | 24       | 5       | 4       | 15       | 21:83 |
| Valdas Ivanauskas           | Bandera de Lituania | 2021  | 2022     | 13       | 2       | 1       | 10       | 15.38 |
| Reinhold Breu               | Bandera de Alemania | 2022  | 2022     | 4        | 0       | 2       | 2        | 0.00  |
| Edgaras Jankauskas          | Bandera de Lituania | 2023- | presente |          |         |         |          |       |